# Počenice-Tetětice
Počenice-Tetětice (en allemand : Potschenitz et Tetietitz) est une commune du district de Kroměříž, dans la région de Zlín, en Tchéquie. Sa population s'élevait à 696 habitants en 2025.

## Géographie
Počenice-Tetětice se trouve à 13 km à l'ouest de Kroměříž, à 33 km à l'ouest-nord-ouest de Zlín, à 46 km à l'est-nord-est de Brno et à 221 km à l'est-sud-est de Prague.
La commune est limitée par Uhřice et Dřínov au nord, par Zborovice à l'est et par Morkovice-Slížany au sud et à l'ouest.

## Histoire
La première mention écrite de la localité date de 1283

## Transports
Par la route, Počenice-Tetětice se trouve à 14 km de Kojetín, à 15 km de Kroměříž, à 48 km de Zlín, à 54 km de Brno et à 260 km de Prague.